# بيلي فوكس
بيلي فوكس (بالإنجليزية: Billy Fox)‏ هو سياسي أيرلندي، ولد في 3 يناير 1939 في مقاطعة موناغان في جمهورية أيرلندا، وتوفي في 12 مارس 1974. حزبياً، نشط في فاين جايل. وقد انتخب عضو مجلس الشيوخ من أيرلندا عن دائرة اللائحة الثقافية والإعلامية ‏ وقد انضم خلال فترته النيابية ‏ (1 يونيو 1973 – 12 مارس 1974)  للكتلة البرلمانية فاين جايل وفي الانتخابات العمومية الإيرلندية 1969 ‏، انتخب نائب دييل عن دائرة Monaghan (Dáil constituency) ‏ وقد انضم خلال فترته النيابية ‏ (2 يوليو 1969 – 5 فبراير 1973)  للكتلة البرلمانية فاين جايل.